# Sorbie
Sorbie (schottisch-gälisch Soirbidh) ist eine kleine Ortschaft in der schottischen Council Area Dumfries and Galloway. Sie liegt rund acht Kilometer südlich von Wigtown und rund elf Kilometer nördlich von Whithorn in der Region The Machars.

## Geschichte
Im 16. Jahrhundert zählten die Ländereien zum Besitz des Clans Hannay. Mit dem Tower House Sorbie Tower erbauten sie nahe der heutigen Ortschaft gegen Ende des Jahrhunderts einen Wehrbau. Ein weiteres Tower House, Ravenstone Castle, südwestlich von Sorbie wurde im selben Jahrhundert errichtet.
Das Mausoleum der Earls of Galloway befindet sich auf dem Friedhof der Sorbie Old Parish Church. Es war John Stewart, 7. Earl of Galloway, welcher das heutige Sorbie als Plansiedlung im späten 18. Jahrhundert erbauen ließ. Die Ortschaft entwickelte sich zu einem Zentrum der Damastherstellung. Die um 1790 erbaute Fabrik genoss in Großbritannien ein hohes Ansehen. 1750 wurde der Dichter Robert Cowper auf einem Bauernhof nahe Sorbie geboren.
Wurden 1861 noch 1814 Einwohner in Sorbie gezählt, ist die Zahl seitdem rückläufig. Im Rahmen der Zensuserhebung 1971 wurden noch 135 Personen gezählt.

## Verkehr
Die A714 (Wigtown–Girvan) bildet die Hauptstraße Sorbies und bindet die Ortschaft an das Fernstraßennetz an. Im Zentrum mündet die aus Garlieston kommende B7052 ein. 1875 erhielt Sorbie einen eigenen Bahnhof entlang der Stichbahn Wigtownshire Railway. Mit Schließung der Strecke wurde der Bahnhof im September 1950 aufgelassen.